# Laubach (Eifel)
Laubach település Németországban, Rajna-vidék-Pfalz tartományban. Lakosainak száma 645 fő (2023. december 31.).

## Népesség
A település népességének változása:
| Lakosok száma | 932  | 628  | 619  | 639  | 641  | 645  |
|               | 1975 | 2017 | 2019 | 2021 | 2022 | 2023 |